# Amperometrie
Die Amperometrie ist eine elektrochemische Methode zur quantitativen Bestimmung von chemischen Stoffen. Bei der amperometrischen Titration wird der elektrochemisch erzeugte Stromfluss als Nachweis für die Vollständigkeit einer Umsetzung genutzt.

## Allgemeines
Die amperometrische Methode ist gekennzeichnet durch die Messung eines Elektrolysestroms an einer Arbeitselektrode, während ein zeitlich konstantes elektrochemisches Potential anliegt. Damit leitet sich die Amperometrie von der Voltammetrie ab, bei der die Elektrolysespannung mit der Zeit verändert wird. Bei einer Titration muss entweder die vorliegende Lösung (Titrand) oder die zutitrierte Lösung (Titrator) Stoffe enthalten, die an den Elektroden oxidiert oder reduziert werden können. Man misst die Stromstärke in Abhängigkeit von der zugesetzten Lösungsmenge.
Wird die Zugabe bei der Titration beendet oder ist ein Reaktant vollständig aufgebraucht, so steigt bzw. fällt der Elektrolysestrom wieder auf das Ausgangspotential (abhängig vom Redoxsystem).
Der gemessene Elektrolysestrom ist der Konzentration des umgesetzten Stoffes direkt proportional (Formel s. u.). Dies gestattet eine Bestimmung unbekannter Konzentrationen mit Hilfe einer Kalibrierfunktion.
Häufig verwendete Materialien für Arbeitselektroden sind: Platin, Gold, Kohlenstoff, Quecksilber und Silber.
Bei der Clark-Elektrode wird gelöster Sauerstoff bei einem konstanten Potential reduziert. Dieses Prinzip der Sauerstoffbestimmung wird in Industrie und Umweltanalytik häufig gebraucht.
Die Arbeitselektroden amperometrischer Sensoren können mit einer Schicht überzogen sein, die selektiv mit dem zu analysierenden Stoff reagiert.
Sehr weit verbreitet in der medizinischen Diagnostik sind amperometrische Glucosesensoren, die mit dem Enzym Glucose-Oxidase modifiziert sind. In seiner Funktion als Biokatalysator setzt dieses Enzym den Analyten Traubenzucker (Glucose) zu Gluconsäure und Wasserstoffperoxid um. Dabei wird Sauerstoff verbraucht. Amperometrisch registriert wird eigentlich die Zunahme der Wasserstoffperoxidkonzentration oder die Abnahme der Sauerstoffkonzentration, je nach Wahl des Elektrolysepotentials. Siehe hierzu auch Kontinuierlich messender Glucosesensor.

## Chronoamperometrie
Wie der Name andeutet (altgriechisch χρόνος chrónos „Zeit“ und μέτρον métron „Maß, Maßstab“), wird bei der Chronoamperometrie die Zeitabhängigkeit des Stromes gemessen und ausgewertet. Dazu wird bei dieser Relaxationsmethode der sich ändernde Elektrolysestrom nach einem Potentialsprung registriert. Zuvor wird ein Potential an die Arbeitselektrode angelegt, bei welchem noch kein Umsatz des Analyten erfolgt. Durch sprunghafte Änderung des Potentials auf einen neuen zeitlich konstanten Wert beginnt die Oxidation bzw. Reduktion des Analyten, und ein elektrochemischer Strom beginnt zu fließen. Dieser Strom hat unmittelbar nach dem Potentialsprung seinen maximalen Wert und fällt dann ab. Der zeitliche Verlauf wird durch die Cottrell-Gleichung (von Frederick Gardner Cottrell 1903 publiziert) beschrieben:
{\displaystyle I={\frac {z\cdot F\cdot A\cdot {\sqrt {D}}}{\sqrt {\pi \cdot t}}}\cdot c}
mit
- dem Elektrolysestrom I
- der Zahl z der übertragenen Elektronen (Äquivalentzahl)
- der Faraday-Konstante F (96.485,3 A·s/mol)
- der Elektrodenoberfläche A
- der Diffusionskonstante D (u. a. abhängig von der Viskosität der Lösung und der Größe der diffundierenden Teilchen)
- der Zeit t
- der Ausgangskonzentration c des umgesetzten Stoffes

.
Das Produkt {\displaystyle I\cdot {\sqrt {t}}} ist dabei für den untersuchten Stoff in einem bestimmten Zeitraum während der Messung konstant und hängt ab von
- der Ausgangskonzentration c
- der Diffusionskonstanten D
- der Zahl z der übertragenen Elektronen (Änderung der Oxidationsstufe des Stoffes).

Daher kann mit der Cottrell-Gleichung berechnet werden:
- die Ausgangskonzentration,
- die Diffusionskonstante oder
- die Änderung der Oxidationsstufe.[2]

## Biamperometrie
Bei dieser vereinfachten Variante der Amperometrie (nach der lateinischen Vorsilbe bi- für zwei) wird mit zwei gleichen Arbeitselektroden gearbeitet, die beispielsweise aus je einem Platindraht bestehen. Zwischen den beiden Elektroden liegt ein kleiner Widerstand (z. B. 10 Ohm), zwischen der Anodenelektrode und dem Pluspol ein großer Widerstand (z. B. 4 kilo-Ohm), bei Batteriespannungen von 0,5 bis 1 V wird der Strom an der Anode gemessen.
Ein Elektrolysestrom kann nur dann fließen, wenn an beiden Elektroden Stoffumsetzung erfolgt. Dies tritt ein, wenn beide Komponenten elektroaktive Spezies sind und die elektrische Spannung zwischen beiden Elektroden hinreichend groß ist (meist 10–100 mV).
Verwendet wird diese Methode bei der Dead-Stop-Titration. Diese wird z. B. zum Nachweis geringer Wasserspuren mittels der Karl-Fischer-Titration gebraucht. Dabei setzt sich Schwefeldioxid mit Iod und Wasser zu Iodid und Schwefelsäure um. Vor dem Endpunkt liegt noch das inaktive Iodid vor; sobald aber freie Iodmoleküle vorliegen, steigt der Strom an.